# 研究型大學
研究型大學（英語：research university）是以學術研究为主要办学目的的大學，相對的是教學型大學和專業型大學。研究型大学可以是公立的或私立的，并且通常具有知名的品牌名称。许多研究型大学的本科课程通常是学术性的，而不是职业性的，可能无法为特定的职业提供人才，但是许多雇主重视研究型大学的学位，因为他们教授诸如批判性思维等基本技能。在全球范围内，研究型大学主要是公立大学，但美国和日本除外。
非屬研究型大学的高等教育机构（或不希望获得该称号的大学，例如文理学院）反而更加注重学生的教学或第三期教育的其他方面，其教职员工“发表或灭亡”的压力较小。

## 亞洲
亞洲大學排名在各大學排行世界100名內的國家及地區有：

### 中国大陸
中国大陸曾以985工程及211工程來建立大学的學術研究能量，但自2015年開始，由世界一流大學和一流學科建設取代。
一流大學建設高校有42所，包含清華大學、北京大學、上海交通大學、浙江大学、復旦大學、南京大学、中國科学技术大學、哈尔滨工业大學、西安交通大学等高校。

### 香港
香港在其學校網站上自稱為研究型大學的（public research university）有：
- 香港大學，成立于1887年，1912年升格大學
- 香港中文大學，成立于1963年
- 香港科技大學，成立于1991年
- 香港城市大學，成立于1984年，1994年升格大學
- 香港理工大學，成立于1937年，1994年升格大學
- 香港浸會大學，成立于1956年，1994年升格大學
- 嶺南大學，成立于1888年，1999年升格大學

### 澳门
高等教育輔助辦公室稱澳门有两所研究型大學：
- 澳门大學，成立于1981年
- 澳门科技大學，成立于2000年

### 日本
日本主要研究型大學組成RU11（Research Universities 11) 「學術研究懇談會」，目的為研究人才培育的交流，其中成員包括：
- 東京大學，前身為東京帝國大學，成立于1877年，諾貝爾獎得主10人
- 京都大學，前身為京都帝國大學，成立于1897年，諾貝爾獎得主11人
- 東北大學，前身為東北帝國大學，成立于1907年，諾貝爾獎得主5人
- 九州大學，前身為九州帝國大學，成立于1911年
- 北海道大學，前身為北海道帝國大學，成立于1918年，諾貝爾獎得主2人
- 早稻田大學，成立于1920年
- 慶應義塾大學，成立于1920年
- 東京工業大學，成立于1929年，諾貝爾獎得主2人
- 大阪大學，前身為大阪帝國大學，成立於1931年，諾貝爾獎得主1人
- 名古屋大學，前身為名古屋帝國大學，成立于1939年，諾貝爾獎得主7人
- 筑波大學，前身為東京教育大學，成立于1973年，諾貝爾獎得主3人

### 臺灣
中華民國教育部在2002年正式遴選7所臺灣國立大學為重點研究型大學（2021年合併為6所）。
- 國立臺灣大學：成立於1928年，前身為日本帝國的臺北帝國大學，諾貝爾獎得主1人
- 國立清華大學：1911年成立於中國大陸，1956年在台復校，諾貝爾獎得主1人
- 國立陽明交通大學：成立於2021年，原國立交通大學、國立陽明大學合併而成。
- 國立成功大學：成立於1931年，1956年升格大學，1971年改制為國立
- 國立中央大學：1928年成立於中國大陸，1962年在台復校
- 國立中山大學：1924年成立於中國大陸，1980年在台復校

### 韓國
韓國大學界裡有所謂的SKY以及政府所提出的Brain Korea 21 Plus。
- 國立首爾大學，SKY成員裡面的S，成立於1946年
- 高麗大學，SKY成員裡面的K，成立於1905年
- 延世大學，SKY成員裡面的Y，成立於1885年
- 韓國科學技術院，成立於1971年
- 浦項工科大學，成立於1986年
- 成均館大學，成立於1398年，復辦於1946年，前身為朝鮮半島最早的教育機構

### 新加坡
- 新加坡國立大學，成立于1905年，1962年升格大學
- 南洋理工大學，成立于1981年，1991年升格大學

### 马来西亚
- 馬來亞大學，成立於1905年
- 馬來西亞博特拉大學，成立於1931年，1971年改制
- 馬來西亞國立大學，成立於1970年
- 馬來西亞理科大學，成立於1969年
- 馬來西亞工藝大學，成立於1972年

## 校际组织
- 国际研究型大学联盟
- 欧洲研究型大学联盟
- 东亚研究型大学协会